# Mirinda
Mirinda és una beguda gasosa creada originalment a Espanya, però de distribució mundial, disponible en una gran varietat de gustos: taronja, aranja, poma, maduixa, pinya i raïm. El nom significa «admirable», en esperanto.
Mirinda va ser comprada al seu creador per l'empresa multinacional nord-americana PepsiCo, i competeix amb altres begudes amb sucre com ara Fanta, de The Coca-Cola Company, i Crush, de Schweppes Holdings Limited.